# Phone (acoustique)
Pour les articles homonymes, voir Phone.
Le phone (« phon » en anglais) est une unité de la sonie, niveau acoustique perçu d'un son, définie dans le cadre de la recherche psychoacoustique.
Des auditeurs ayant une audition normale perçoivent comme également sonores un son dont le niveau est n phones, et un son pur à 1 000 hertz présenté en ondes planes progressives de face avec un niveau stable de pression acoustique de n dB SPL (décibels par rapport à 20 micropascals). Pour les sons purs stables, les courbes isosoniques permettent de déterminer une valeur en phones. Dans les autres cas, il faut recourir aux méthodes que définit la norme ISO 532.
Cette unité n'a pas d'équivalent dans le Système international d'unités car décrivant des effets biologiques.

## Définition
L'intensité perçue d'un son dépend de l'amplitude de l'énergie vibratoire. On repère celle-ci par rapport à une pression acoustique de référence de 20 µPa. Le décibel SPL (dB SPL) exprime ce rapport. Mais la sonie, c'est-à-dire le volume sonore perçu, varie selon la hauteur spectrale – caractère grave ou aigu du son – déterminée par la fréquence de l'onde. Dans un premier raffinement de cette approche, on applique une pondération du niveau selon la fréquence (décibel A (dB A)). Cette méthode simple ne donne pas toujours de résultats satisfaisants, parce que la différence de perception entre des sons graves, moyens et aigus dépend beaucoup du niveau sonore.

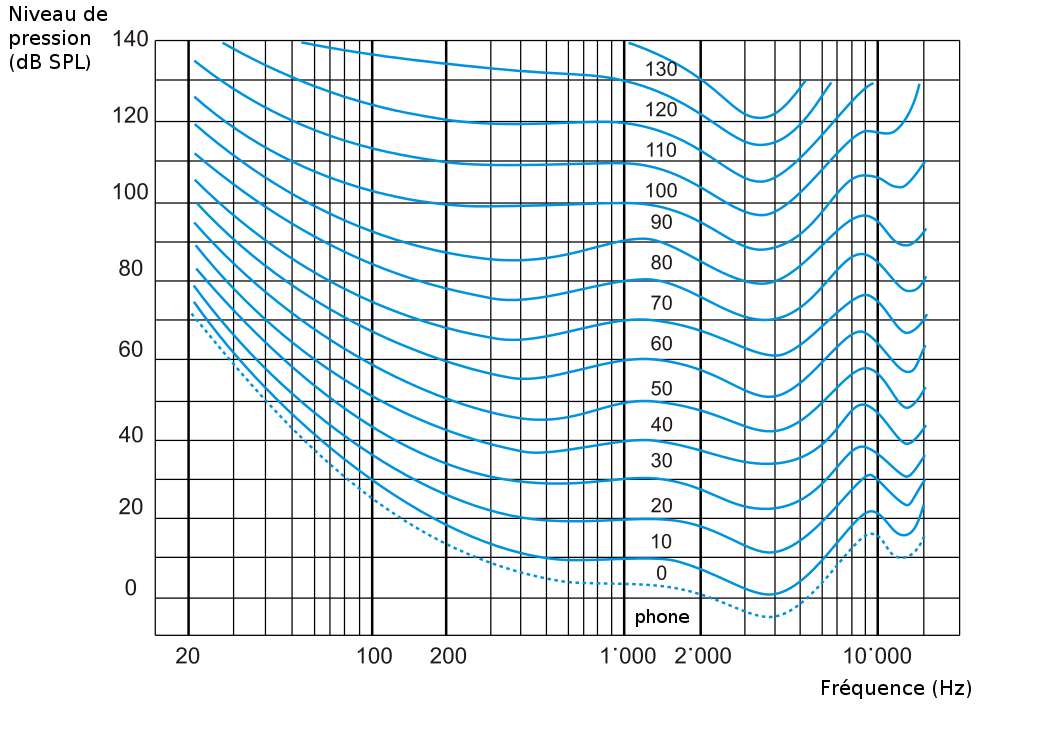
Lignes isosoniques normales selon la norme ISO 226:2003.

Les courbes isosoniques représentent le niveau de sons purs continus perçus comme également sonores. Le niveau de sonie d'un son pur en phones se lit sur le diagramme, connaissant son niveau en dB SPL représenté en ordonnée et sa fréquence représentée en abscisse.
Pour tous les autres sons, même sur des bandes de fréquence étroites comme l'octave ou le tiers d'octave, les courbes isosoniques sont différentes, et la mesure de la sonie doit utiliser d'autres méthodes.

### Système international d'unités
Le Bureau international des poids et mesures a résolu de ne pas intégrer au Système international d'unités de nouvelles unités qui « décrivent des effets biologiques ». Ces unités incluent des facteurs de pondération en fréquence qu'on « peut ne pas connaître ou définir avec précision ». Ces facteurs de pondération sont sans dimension ; l'analyse dimensionnelle des grandeurs qui décrivent des effets biologiques est la même que celles sur lesquelles elle se base. Le phone se base sur la pression acoustique, dont l'unité dans le Système international est le pascal, exprimée par commodité en décibels par rapport à une pression acoustique de référence ; le décibel est une unité en dehors du Système international d'unités mais dont l'usage est accepté avec le SI. De nouvelles recherches peuvent amener à modifier les facteurs de pondération, comme cela a été le cas pour les courbes d'isosonie à la base du calcul en phones.

## Mesure
La mesure de la sonie est une opération complexe, qui doit considérer la nature directionnelle ou diffuse du champ sonore, la répartition de la puissance sonore selon les fréquences, l'évolution dans le temps.
Le niveau en phone d'un son continu peut être
- estimé : si on peut maîtriser la survenue des sons on peut produire un son pur à 1 kHz de façon à égaliser les niveaux ; la sonie en phones est alors le niveau en décibels par rapport à 20 µPa (dB SPL) du son pur.
- calculé avec la procédure spécifiée par une des deux recommandations ISO R 532-1975, selon la méthode de Zwicker ou selon la méthode de Stevens (Brixen 2011, p. 75-79).

## Relation avec le sone
Un sone correspond, par définition, à la sonie d'un son pur se propageant en ondes planes, de face, de fréquence 1 000 Hz avec une pression 40 dB SPL. La sonie d'un son jugée par un auditeur normal n fois celle d'un son de 1 sone est de n sones.
Un son pur à 40 phones est coté à 1 sone. Pour les autres, il n'existe aucune relation simple.